# Тепелък
Тепелък е традиционен български женски накит, метална (понякога от благородни метали) плочка, кръгла и леко издута в средата, често с монетна украса. 
Пришива се към горната част на шапка. Обичайно се покрива с голяма ленена кърпа, която се поставя под забрадката.
Обикновено се изработват чрез комбинирана техника – коване и гравиране. Често по този накит има изобразени различни мотиви, както и декорации, представляващи инкрустации.